# Óscar Vázquez Martins
Óscar Vázquez Martins, né le 12 août 1976, est un karatéka espagnol connu pour avoir remporté une médaille de bronze en kumite individuel masculin moins de 70 kilos aux championnats du monde de karaté 2002 et 2004.

## Palmarès
- 2002 :  Médaille de bronze en kumite individuel masculin moins de 70 kilos aux championnats du monde de karaté 2002 à Madrid, en Espagne[2].
- 2004 :  Médaille de bronze en kumite individuel masculin moins de 70 kilos aux championnats du monde de karaté 2004 à Monterrey, au Mexique[3].
- 2006 : Septième en kumite individuel masculin moins de 70 kilos aux championnats du monde de karaté 2006 à Tampere, en Finlande[4].